# Si è suicidato il Che
Si è suicidato il Che è un romanzo di Petros Markarīs, pubblicato nel 2003 in Grecia e nel 2006 in italiano dalla casa editrice Bompiani.
È il terzo romanzo della serie dedicata al commissario Kostas Charitos.

## Trama
Il commissario Charitos è confinato in casa, in convalescenza dopo essere stato ferito durante l'ultima indagine. Assiste così al suicidio in diretta televisiva di un noto imprenditore greco, ex attivista rivoluzionario incarcerato sotto il regime dei colonnelli. A questo fanno seguito i suicidi pubblici di un deputato ed un famoso giornalista televisivo.
Il commissario Charitos, ufficiosamente coinvolto nell'indagine dal suo superiore Ghikas, risolverà il caso scoprendo i segreti del passato comune dei tre suicidi.

## Edizioni
- Petros Markarīs, Si è suicidato il Che, collana Collana Tascabili, traduzione di Andrea Di Gregorio, Bompiani, 2006, ISBN 88-452-5672-3.